# Вишнякова Тетяна Миколаївна
Тетяна Миколаївна Вишнякова (нар. 20 березня 1976) — українська футболістка.

## Життєпис
Футбольну кар'єру розпочала в клубі «Аліна». У чемпіонаті України дебютувала в 1993 році. У команді відіграла 5 сезонів, за цей час у Вищій лізіпровела 72 матчі та відзначилася 2-а голами. Разом зі столичним клубом вигравала чемпіонат України. двічі ставала володаркою кубку країни. Після розформування клубу отримала статус вільного агента. Про подальшу футбольну кар'єру Тетяни нічого невідомо.

## Досягнення
«Аліна» (Київ)
- Вища ліга чемпіонату України
  -  Чемпіон (1): 1997
  -  Срібний призер (2): 1995, 1996
  -  Бронзовий призер (1): 1994

- Кубок України
  -  Володар (2): 1995, 1997
  -  Фіналіст (2): 1994, 1996